# Géraldine Schwarz

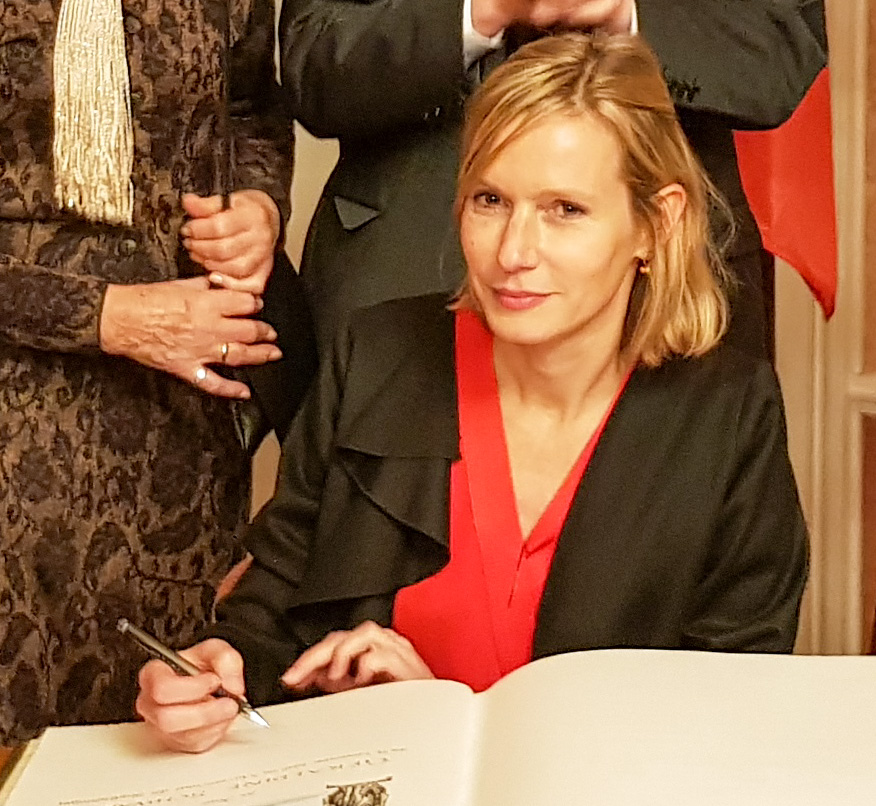
Géraldine Schwarz (2019)

Géraldine Schwarz (* 1. Oktober 1974 in Straßburg) ist eine deutsch-französische Journalistin, Autorin und Dokumentarfilmerin. Sie plädiert in ihren Veröffentlichungen für ein Umdenken in der Erinnerungsarbeit.

## Biographie
Als Tochter einer französischen Mutter und eines deutschen Vaters definiert sich Schwarz als „Kind der deutsch-französischen Aussöhnung“ und „überzeugte Europäerin“. Sie wuchs in der Pariser Region auf und besuchte von 1985 bis 1992 das Lycée International de Saint-Germain-en-Laye, wo sie 1992 ihr Abitur an der deutschen Abteilung ablegte. Von 1993 bis 1997 studierte sie Geschichte in Mannheim, an der Universität Paris IV (Sorbonne) und an der London School of Economics. 1997 trat sie in die Pariser Journalistenschule Centre de formation des journalistes (CFJ) ein. Im Alter von 25 Jahren begann sie bei Bloomberg News in Paris zu arbeiten und wurde im Jahr 2000 Korrespondentin für Agence France Presse in Berlin. Zehn Jahre später nahm sie Abschied vom Nachrichtenjournalismus. Seit 2010 publiziert sie und tritt in verschiedenen internationalen Medien auf. Sie macht auch Dokumentarfilme.
Ihr umfangreiches dokumentarisches Essay Les Amnésiques (deutsch Die Gedächtnislosen – Erinnerungen einer Europäerin) erschien im Herbst 2017 in Frankreich. Er wurde 2018 mit dem Preis des Europäischen Buches ausgezeichnet.

## Werke

### Les Amnésiques
2017 veröffentlichte Schwarz Les Amnésiques bei Flammarion, ein autobiographisches und geschichtliches Essay, das in mehr als zehn Sprachen übersetzt wurde, darunter auf Deutsch Die Gedächtnislosen, Erinnerung einer Europäerin, im Secession Verlag für Literatur (ISBN 978-3-906910-30-7) und Englisch (Those Who Forget, bei Simon & Schuster und Pushkin).
Entlang dreier Generationen ihrer Familie zeichnet Schwarz die schmerzhafte Aufarbeitung der Nazi-Zeit in Deutschland. Die Autorin entdeckt eines Tages, dass ihr deutscher Großvater Karl Schwarz (1901–1970) 1938 das Unternehmen der jüdischen Familien Löbmann und Wertheimer in Mannheim „arisiert“ hat. Nach dem Krieg verlangte ein Überlebender Reparationszahlungen. Der Großvater weigerte sich, seine Verantwortung als Mitläufer anzuerkennen.
Die Autorin vergleicht die deutsche Erinnerungsarbeit mit der in Italien, Österreich und insbesondere in Frankreich, wo ihr Großvater mütterlicherseits während des Krieges Gendarm im Dienste des Vichy-Regimes war.
Nach der Veröffentlichung des Buches wurde in dem ehemaligen Konzentrationslager Le Camp des Milles eine Gedenktafel für die Familien Löbmann und Wertheimer errichtet. Diese waren zwischen 1940 und 1942 dort interniert, bevor sie in Auschwitz ermordet wurden. Ihre Söhne Fritz Löbmann und Otto Wertheimer waren unter den Kindern von Izieu, die im April 1944 aus ihrem Versteck in der Nähe von Lyon auf Befehl des Gestapo-Chefs Klaus Barbie nach Auschwitz deportiert wurden.

### Erinnerungskultur der Verantwortung
Für Schwarz kam die Erinnerungsarbeit in Deutschland zwar spät und nach Jahrzehnten skandalöser Straflosigkeit, ist aber schließlich gelungen. Den Schlüssel für diesen Erfolg sieht sie in der Auseinandersetzung mit der Rolle der Mitläufer, den zig Millionen Deutschen, die aus Opportunismus oder Konformismus zu Komplizen der NS-Verbrecher geworden sind. Dieser Identifikationsprozess mit den Tätern hat dazu beitragen, das Bewusstsein der Bürger für ihre Fehlbarkeit und demokratische Verantwortung zu schärfen.
In Frankreich, schreibt Schwarz, schämt man sich zwar für die Kollaboration der Vichy-Führungselite mit dem Dritten Reich, doch ist man der Frage, welche Mitverantwortung die Bevölkerung trägt, ausgewichen.
Die Autorin zeigt, dass sich viele Länder ihrer faschistischen, kommunistischen oder kolonialen Vergangenheit nicht stellen. Für sie offenbart sich ein tiefes Missverständnis
darüber, wie wichtig Vergangenheitsbewältigung für die demokratische Stabilität eines Landes ist – auch gegenüber Populisten.
Umgekehrt argumentiert sie, dass Geschichtsaufarbeitung keiner Kultur der Schuld dienen soll, die die Gesellschaft spaltet. Sie plädiert für eine verantwortungsorientierte, pragmatische Erinnerungskultur, um aus der Vergangenheit gezielt zu lernen, was für die Gegenwart wichtig ist.

### Rezeption
In vielen Ländern löste das Buch Diskussionen über deren Auseinandersetzung mit der eigenen Geschichte aus.
Für die Kulturwissenschaftlerin Aleida Assmann, die Laudatorin bei der Verleihung des Winfried-Preises, hat Schwarz „ein neues Genre erfunden“, ein Buch dessen Rahmen „nicht nur transnational, sondern auch transgenerationell“ ist. Es zeigt, so Assmann, „wie man Gefühle und Familienloyalität aufrechterhalten und gleichzeitig der Wahrheit ins Auge sehen“ und aus der Erinnerung „eine unersetzliche Grundlage der politischen Bildung und des nationalen Selbstbildnisses“ schaffen kann.
Die Direktorin des NS-Dokumentationszentrums München, Mirjam Zadoff, schrieb in Der Spiegel: „Als ‚Gedächtnislose‘ beschreibt (…) Schwarz all jene, die heute wieder das Vergessen fordern, die den Nationalsozialismus zum Vogelschiss und das Holocaustmahnmal zum ‚Denkmal der Schande‘ erklären.“
Samantha Power schrieb in der Washington Post: „Schwarz hat die Gabe, in einer einzelnen Szene oder einen Dialog ihre Argumente auf den Punkt zu bringen... Schwarz' Buch verdient es, in den Vereinigten Staaten weithin gelesen und diskutiert zu werden, vor allem wegen all dem, was es uns über die Dringlichkeit der Auseinandersetzung mit den dunkelsten Dimensionen unserer eigenen Geschichte zu lehren hat.“
Susan Glasser kommentierte in The New Yorker: „Von allen Büchern, die ich in diesem Jahr gelesen habe - und ich habe viele gelesen (…), war dasjenige, das vielleicht am meisten nachklang, Those Who Forget. Es legt sehr überzeugend dar, dass 2020 nicht vorbei ist und es auch nie sein wird, solange es keine vollständige Abrechnung mit der Präsidentschaft von Donald Trump gibt. Es ist nicht vorbei und wird es auch nie sein.“
In Spanien bemerkte Juan Luis Cebrián in El País: „Einen ähnlichen Erinnerungskampf erleben wir heute und er spiegelt sich in den Kontroversen um die Überführung der Leiche des Diktators Franco ebenso wider wie in der betrügerischen Erfindung der Geschichte Kataloniens durch die Befürworter der Unabhängigkeit.“
In den Niederlanden stellte Bas Heijne fest: Schwarz „ruft einen Rückblick auf die Gegenwart hervor: Seien Sie kein Mitläufer, kein Mitläufer wie ihre Grosseltern (…) Auch wenn Sie denken, dass Ihre Stimme kaum einen Unterschied macht, können Sie dennoch eine wichtige historische Rolle spielen.“

## Veröffentlichungen
- Enquête sur la seconde vie des nazis, Le Monde, 28. Januar 2015.
- Die Nazis und der Nahe Osten, Welt am Sonntag, 15. Februar 2015.[15]
- Pourquoi les Allemands ont presque tout bon, Le Monde, 22. Dezember 2015.
- Les Amnésiques, Flammarion 2017, deuxième édition revue et augmentée en 2019
  - deutsch: Die Gedächtnislosen. Erinnerungen einer Europäerin, Secession Verlag für Literatur 2018, ISBN 978-3-906910-30-7.
- My family has a Nazi past. I see that ideology returning across Europe, The Guardian, 18. April 2018.[16]
- Il faut rendre aux Européens la fierté d’appartenir à ce continent, Le Monde, 29. April 2019.[17]
- Les espoirs perdus de la réunification, Grand continent, 9. November 2019.[18]
- N’insultons pas les Allemands de l’Est qui ont délibérément choisi d’enterrer leur pays, Le Monde, 9. November 2019.[19]
- Erinnert euch ! Wir brauchen eine neue Erinnerungskultur, Die Welt, 27. Januar 2020.
- Sin Memoria no hay democracia, El País, 28. Juni 2020.[20]
- Suppressed history is like a Boomerang, De Balie cultuurcentrum, Amsterdam, August 2020.[21]
- Hoe kunnen we lering trekken uit de geschiedenis? (How can we learn from History ?), Tijdschrift Nexus Instituut, Nexus 84,You tell us stories, why? September 2020
- It’s tempting to want to forget the past, Time Magazine, 22. September 2020.[22]
- Was uns die Krise lehrt, TAZ, 28. November 2020.[23]
- Learning to learn from History, Magazine of the European Observatory on Memories, December 2020.[24]
- Tell Me About Yesterday Tomorrow, NS-Dokumentationszentrum (München), Sammelband mit unter anderem Roger Cohen, Liam Gillick, Annette Kelm, Fred Moten, Khalil Muhammad, Andrea Petö, Dirk Rupnow, Philippe Sands, Geraldine Schwarz, and Niko Wahl, 2021.
- Merkel: la magia de una gobernante, El País, 24. Januar 2021.[25]
- Germans know that toppling a few statues isn’t enough to confront the past, The Guardian, 23. Juni 2021.[26]

### Filme
- Rester en Algérie, avec Philippe Baron, France Télévisions 2012
- Exil nazi : La promesse de l’Orient, Artline Films, France Télévision, RTBF 2014
- Les espoirs perdus de la Réunification, Eléphant et Chrysalide productions, France Télévision, RTBF, 2019

## Preise und Auszeichnungen
- 2018: Europäischer Buchpreis
- 2019: Deutscher Winfried-Preis der Stadt Fulda für Völkerverständigung und Frieden
- 2019: Italienischer Nord-Süd-Preis für Literatur
- 2020: Longlisted für den britischen Baillie Gifford Prize for Non-Fiction
- 2020: Best Books of the year der amerikanischen  Kirkus Reviews
- 2021: Shortlisted für den amerikanischen Mark Lynton Prize[27]